# Esquadrão N.º 609 da RAF
O Esquadrão N.º 609 da RAF (Royal Air Force) foi originalmente criado como esquadrão de bombardeiros, porém durante a Segunda Guerra Mundial prestou serviço como esquadrão de caça.
Na actualidade, fornece pessoal para aumentar e apoiar as operações da RAF; assim, deixou de ser um esquadrão de voo, e passou a ter um papel de "Força de Protecção". O seu quartel-general situa-se na Base aérea de Leeming, em North Yorkshire.